# Vigan (Filippine)
Vigan è una città componente delle Filippine, capoluogo della provincia di Ilocos Sur, nella regione di Ilocos. Essa si trova sulle coste occidentali dell'isola di Luzon, sul Mar Cinese Meridionale.
Nel 1999 Vigan è stata inserita nell'elenco dei Patrimoni dell'umanità dell'UNESCO, in quanto essa è considerata l'esempio meglio conservato di città coloniale spagnola dell'Asia, famosa per le vie ciottolate e un'architettura unica che fonde elementi asiatici ed europei.
La città ha dato i natali al sesto Presidente delle Filippine, Elpidio Quirino (1890).

## Origine del nome

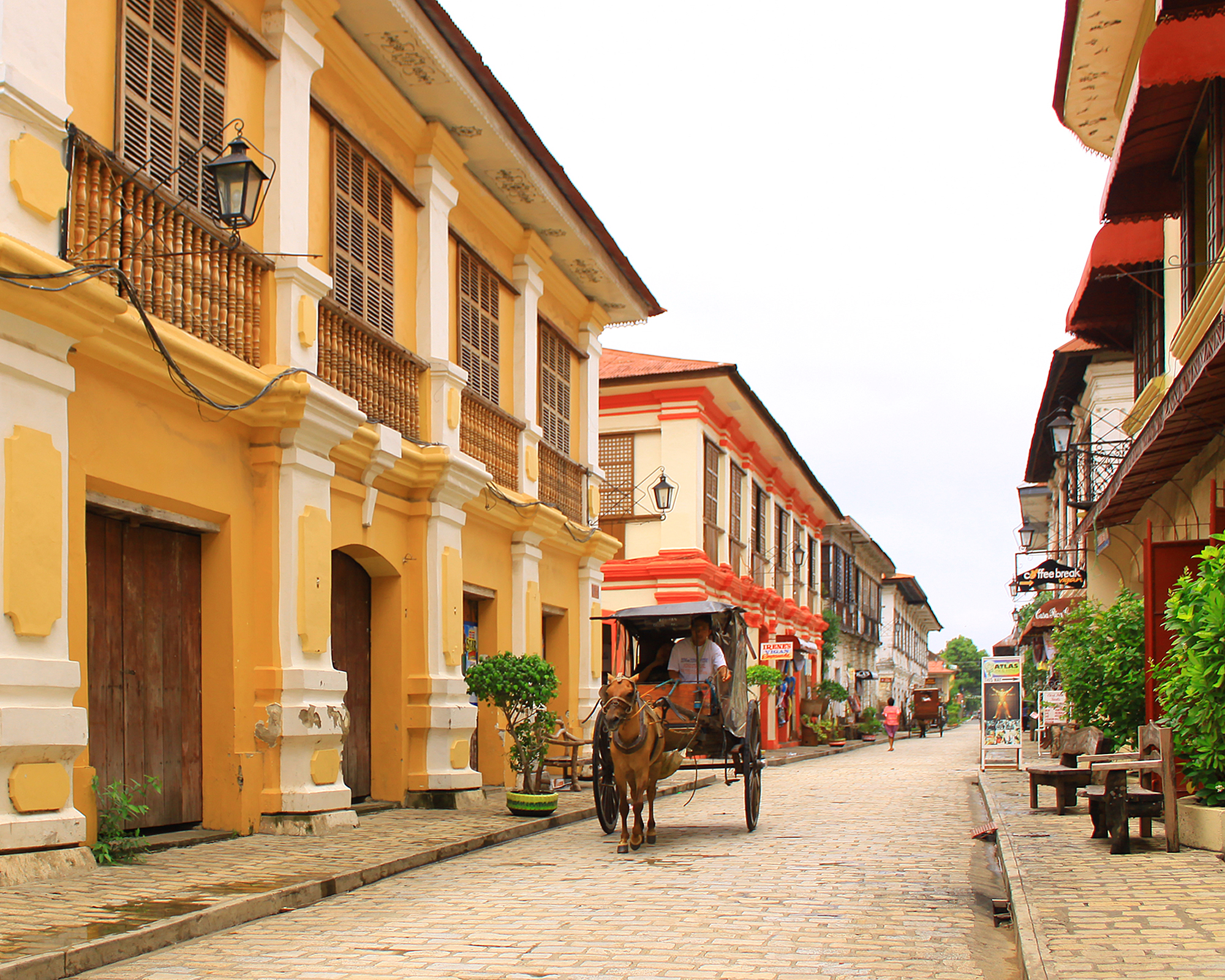
Architettura coloniale spagnola a Vigan

Vigan era in origine un insediamento di mercanti della provincia cinese del Fujian. Al tempo della colonizzazione spagnola, i coloni cinesi, la cui lingua era il min nan, si riferivano alla zona chiamandola "Bigan" che significa bella spiaggia. Dal momento che i conquistatori nella loro lingua madre scambiano la V con la B nella pronuncia, Vigan divenne anche il nome scritto a partire da quel momento.
Durante i giorni della conquista cristiana, il conquistator Juan de Salcedo stabilì una base militare nell'attuale Vigan. Quando incontrò quello che oggi è chiamato Pagpartian, notò le piante verdi e rigogliose che crescevano lungo le rive del fiume. Chiese quali erano i nomi delle piante, e gli risposero che erano chiamati biga'a, da cui quindi pare derivare il nome della città.
Il suo nome completo, al momento della sua fondazione, fu Villa Fernandina, in onore del primogenito di re Filippo II di Spagna. Quando la città crebbe, vi fu trasferita nel 1758 la sede dell'arcidiocesi di Nueva Segovia, e più tardi venne chiamata Ciudad Fernandina de Vigan.

## Baranggay
Vigan è formata da 39 baranggay:
- Ayusan Norte
- Ayusan Sur
- Barangay I (Pob.)
- Barangay II (Pob.)
- Barangay III (Pob.)
- Barangay IV (Pob.)
- Barangay V (Pob.)
- Barangay VI (Pob.)
- Barangay VII
- Barangay VIII
- Barangay IX
- Barraca
- Beddeng Daya
- Beddeng Laud
- Bongtolan
- Bulala
- Cabalangegan
- Cabaroan Daya
- Cabaroan Laud
- Camangaan

- Capangpangan
- Mindoro
- Nagsangalan
- Pantay Daya
- Pantay Fatima
- Pantay Laud
- Paoa
- Paratong
- Pong-ol
- Purok-a-bassit
- Purok-a-dackel
- Raois
- Rugsuanan
- Salindeg
- San Jose
- San Julian Norte
- San Julian Sur
- San Pedro
- Tamag